# Saara (Altenburger Land)
Nota: Para outros significados de Saara, veja Saara
Saara é uma vila e antigo município da Alemanha localizado no distrito de Altenburger Land, estado da Turíngia. Desde 31 de dezembro de 2012, faz parte do município de Nobitz.

## Demografia
Evolução da população (31 de dezembro):
| - 1996 - 3.307 - 1997 - 3.285 - 1998 - 3.321 | - 1999 - 3.345 - 2000 - 3.299 - 2001 - 3.311 | - 2002 - 3.323 - 2003 - 3.261 - 2004 - 3.268 |

Fonte: Thüringer Landesamt für Statistik